# Hatoayok Island
Hatoayok Island är en ö i Kanada.   Den ligger i territoriet Nunavut, i den centrala delen av landet, 3 300 km nordväst om huvudstaden Ottawa.  Ön ligger i arkipelagen Duke of York Archipelago i viken Coronation Gulf.
Terrängen på Hatoayok Island är varierad. Öns högsta punkt är 8 meter över havet.